# Rozsnyói járás

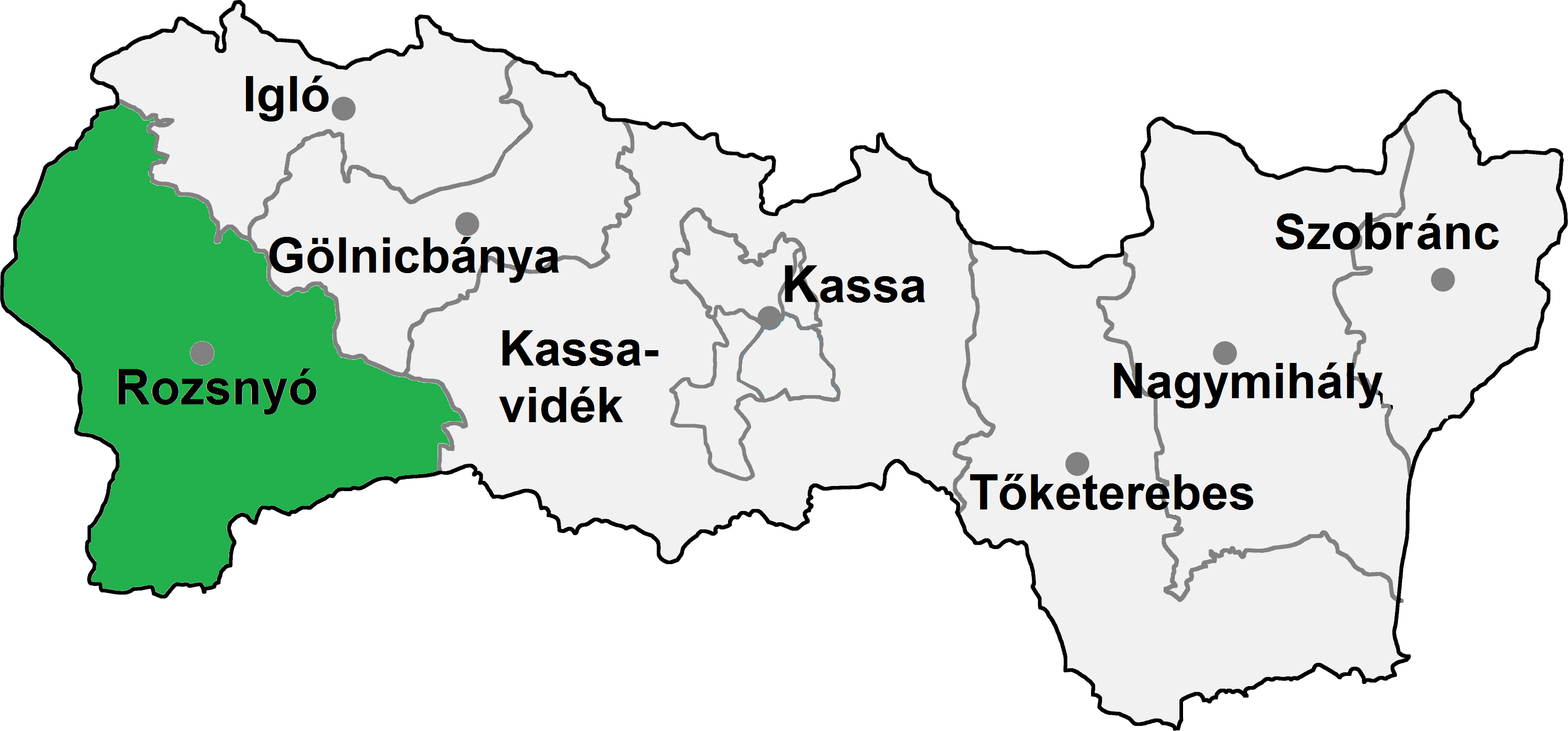
A Rozsnyói járás

A Rozsnyói járás (Okres Rožňava) Szlovákia Kassai kerületének közigazgatási egysége. Területe 1 173 km², lakosainak száma 61 887 (2001), székhelye Rozsnyó (Rožňava). Lakosságának 30,6 százaléka, azaz 18 954 személy magyar nemzetiségű. Területe  nagyrészt az egykori Gömör és Kis-Hont vármegye területére, kis rész délkeleten az egykori Abaúj-Torna vármegye mellett.

## Népessége
| Év:            | 1994.  | 2004.   | 2014.   | 2024.   |
| -------------- | ------ | ------- | ------- | ------- |
| Emberek száma: | 61 292 | 61 902  | 62 877  | 58 305  |
| Eltérés:       |        | +0,99 % | +1,57 % | -7,27 % |

| Év:            | 2023.  | 2024.   |
| -------------- | ------ | ------- |
| Emberek száma: | 58 422 | 58 305  |
| Eltérés:       |        | -0,20 % |

## A Rozsnyói járás települései
- Alsósajó (Nižná Slaná)
- Andrási (Pača)
- Annafalva (Hanková)
- Barka (Bôrka)
- Berdárka (Brdárka)
- Beretke (Bretka)
- Berzéte (Brzotín)
- Berzétekőrös (Kružná)
- Betlér (Betliar)
- Csetnek (Štítnik)
- Csoltó (Čoltovo)
- Csucsom (Čučma)
- Dobsina (Dobšiná)
- Dernő (Drnava)
- Felsősajó (Vyšná Slaná)
- Gacsalk (Gočaltovo)
- Gecelfalva (Koceľovce)
- Gócs (Gočovo)
- Gömörhorka (Más néven: Özörény) (Gemerská Hôrka)
- Gömörhosszúszó (Dlhá Ves)
- Gömörpanyit (Gemerská Panica)
- Hámosfalva (Rozložná)
- Hárskút (Lipovník)
- Henckó (Henckovce)
- Imrikfalva (Dedinky)
- Jablonca (Silická Jablonica)
- Jólész (Jovice)
- Kecső (Kečovo)
- Kisfeketepatak (Kobeliarovo)
- Kisgencs (Honce)
- Kiskovácsvágása (Kováčová)
- Kisszabos (Slavoška)
- Körtvélyes (Rozsnyói járás) (Hrušov)
- Krasznahorkaváralja (Krásnohorské Podhradie)
- Kuntapolca (Kunova Teplica)
- Lekenye (Bohúňovo)
- Lucska (Lúčka)
- Márkuska (Markuška)
- Melléte (Meliata)
- Martonháza (Ochtiná)
- Nagyszabos (Slavošovce)
- Oláhpatak (Vlachovo)
- Páskaháza (Pašková)
- Pelsőc (Plešivec)
- Pelsőcardó (Ardovo)
- Pétermány (Petrovo)
- Rekenyeújfalu (Rakovnica)
- Restér (Roštár)
- Rozsfalva (Rochovce)
- Rozsnyó (Rožňava)
- Rozsnyórudna (Rudná)
- Sajóréde (Rejdová)
- Sebespatak (Rožňavské Bystré)
- Szabados (Čierna Lehota)
- Szádalmás (Jablonov nad Turňou)
- Szádvárborsa (Silická Brezová)
- Szalóc (Slavec)
- Szilice (Silica)
- Sztracena (Stratená)
- Tornagörgő (Hrhov)
- Várhosszúrét (Krásnohorská Dlhá Lúka)
- Veszverés (Gemerská Poloma)

## Oktatás
A 2024/25-ös év alapiskolai statisztikája. 
|                      | Tanév 2024/25 Alapiskola |          |        |
| Település            | Össz                     | Magyarul | %      |
| Rozsnyói járás       | 5394                     | 1035     | 19,2%  |
| Rozsnyó vidéke       | 3683                     | 1035     | 28,1%  |
| Rozsnyó              | 2481                     | 472      | 19,0%  |
| Beretke              | 22                       | 22       | 100,0% |
| Berzéte              | 76                       | 0        | 0,0%   |
| Csoltó               | 19                       | 19       | 100,0% |
| Dernő                | 174                      | 174      | 100,0% |
| Özörény - Gömörhorka | 47                       | 21       | 44,7%  |
| Gömörhosszúszó       | 6                        | 0        | 0,0%   |
| Gömörpanyit          | 15                       | 0        | 0,0%   |
| Krasznahorkaváralja  | 269                      | 41       | 15,2%  |
| Pelsőc               | 443                      | 168      | 37,9%  |
| Szádalmás            | 79                       | 79       | 100,0% |
| Szilice              | 19                       | 19       | 100,0% |
| Tornagörgő           | 24                       | 11       | 45,8%  |
| Várhosszúrét         | 9                        | 9        | 100,0% |
| Csetnek              | 263                      | 0        | 0,0%   |